# Palloptera formosa
Palloptera formosa är en tvåvingeart som beskrevs av Frey 1930. Palloptera formosa ingår i släktet Palloptera och familjen prickflugor. Enligt den finländska rödlistan är arten sårbar i Finland. Arten är reproducerande i Sverige. Artens livsmiljö är skogar. Inga underarter finns listade i Catalogue of Life.